# Euphorbia macinensis
Euphorbia macinensis är en törelväxtart som beskrevs av Iuliu Prodan. Euphorbia macinensis ingår i släktet törlar, och familjen törelväxter.
Artens utbredningsområde är Rumänien. Inga underarter finns listade i Catalogue of Life.